# Barzellette e massacri
Barzellette e massacri è il primo album del gruppo musicale Fratelli di Soledad, pubblicato nel 1992.

## Tracce
Testi e musiche di Giorgio Silvestri.
1. Fratelli di Soledad
2. La sigaretta
3. Tra miseria e nobiltà
4. Circoli viziosi
5. Radiomuffin
6. Brescia Bologna Ustica
7. Maniaco del bus
8. Quello che vuoi

Nel 1995 esce una ristampa dell'album per l'etichetta Banda Bonnot, contenente due cover come bonus tracks:
9. The harder they come (canzone di Jimmy Cliff del 1972, tratta dall'album "The harder they come", colonna sonora del film omonimo)
10. Miss mia cara miss (canzone del 1958, cantata da Totò nel film Totò a Parigi, in originale col titolo "Miss, mia cara miss")